# Günther Röblitz
Günther Röblitz (* 1923 in Jena; † 2008 in Leipzig) war ein deutscher Sportpädagoge, Hochschullehrer  und Numismatiker.

## Leben
Röblitz erlangte 1954 in Jena den Doktorgrad, das Thema seiner Dissertation lautete „Zur Kennzeichnung und Gliederung der pädagogischen Prozesse als besondere Erscheinung im Leben der Gesellschaft: ein Beitrag zur Grundlegung der Systematik der pädagogischen Theorie“. Am 1. Dezember 1954 trat er an der Deutschen Hochschule für Körperkultur (DHfK) eine Stelle als Hochschullehrer im Fach Systemische Pädagogik an. 1964 schloss er mit einer Sondergenehmigung seine Habilitation ab (Thema: „Freizeitnutzung und sportliche Betätigung der lernenden Jugend: Versuch einer pädagogischen Grundlegung“), noch bevor die DHfK im Jahr darauf das Habilitationsrecht erhielt. Ab Februar 1965 war Röblitz an der DHfK „Professor mit Lehrauftrag für Systematische Pädagogik/Sportpädagogik“ und ab September 1969 ordentlicher Professor für Pädagogik/Sportpädagogik sowie Leiter des Instituts für Pädagogik.
Zu seinen Tätigkeitsbereichen in der Sportpädagogik zählten neben anderen die sozialistische Erziehung von Leistungssportlern sowie der Sportunterricht und der Studentensport. Er veröffentlichte 1985 das Buch „Zur Theorie der Ziele des Lehrgebietes Sport an den Hoch- und Fachhochschulen der DDR“ und leitete das Autorenkollektiv zur Erstellung des 1988 erschienenen Werkes „Studentensport: ein Handbuch für Pädagogen“.
Im Juni 1957 wurde Röblitz erster Leiter der neugegründeten Sektion Federball im SC Wissenschaft DHfK Leipzig und im Januar 1958 bei der Gründung des Deutschen Federball-Verbandes der DDR dessen Vorsitzender. Letzteres Amt hatte bis September 1958 inne. Röblitz war beim SC DHfK ebenfalls Abteilungsleiter Handball sowie Leiter der Lehrprogrammkommission des Wissenschaftlichen Beirates Studentensport beim Ministerium für Hoch- und Fachschulwesen der DDR.